# Ким (роман)
«Ким» (англ. Kim) — наиболее популярный роман английского писателя Редьярда Киплинга. Публиковался в журнале «Cassell’s Magazine» с января по ноябрь 1901 года. В октябре того же года издан отдельной книгой. Принадлежит к типичному для эдвардианской литературы жанру приключенческой «повести для мальчиков».
В 2003 году роман вошёл в список 200 лучших романов по версии Би-би-си.

## Сюжет
Главный герой — Кимбол О’Хара — лахорский мальчишка-сирота, сын ирландского солдата, оставшегося в Индии, когда его полк вернулся домой в Ирландию. Он зарабатывает на жизнь уличным попрошайничеством и исполнением поручений афганского торговца лошадьми по имени Махбуб Али. По ходу дела выясняется, что афганский купец связан с британскими спецслужбами. От него Ким узнаёт о Большой Игре за обладание Внутренней Азией, которую ведут между собой британское и русское правительства (именно после публикации романа этот термин, Большая Игра, вошёл в широкое употребление).
В начале романа Ким становится учеником странствующего ламы из тибетского монастыря Сач-Зен, а Махбуб Али направляет его с секретным поручением к британскому командованию в Амбале. Путешествуя вместе с ламой, Ким встречает часть, в которой служил его отец. Военный священник, признав в Киме сына покойного, направляет его на обучение в католическую школу в Лакхнау, а оплату за обучение берёт на себя лама. Во время школьных каникул Ким странствует по Индии, а затем приобщается к ремеслу разведчика-пандита. Эту подготовку курирует полковник Крейтон, состоящий на службе в английской этнологической разведке. По окончании школы Кима направляют с миссией в Гималаи, где он должен одурачить русских агентов и заполучить их секретные документы.

## Экранизации
- Фильм «Ким» (1950, США) — режиссёр Виктор Сэвилл, в заглавной роли Дин Стоквелл.
- Телесериал «Ким» (1955, Бразилия) — в заглавной роли Давид Жозе.
- «Ким» (1960) — 2-я серия 2-го сезона американской детской телевизионной антологии Shirley Temple's Storybook[англ.]; режиссёр Уильям Эшер, в заглавной роли Тони Хэйг.
- Телефильм «Ким»[англ.] (1984, Великобритания) — режиссёр Джон Дэвис, в заглавной роли Рави Шетх.